# Tears for Fears
Pour les articles homonymes, voir TFF.
Tears for Fears, parfois abrégé en TFF et plus rarement en T4F, est un groupe pop rock britannique, originaire de Bath, en Angleterre. Formé par Roland Orzabal et Curt Smith en 1981, le groupe, initialement affilié au mouvement new wave, a vendu plus de trente millions d'albums à travers le monde (dont près de dix millions pour les seuls États-Unis et plus d'un million et demi en France). Ses trois albums studio parus dans les années 1980 cumulent à eux seuls plus de vingt millions d'exemplaires vendus.
La période faste pour Tears for Fears s'étend sur dix ans, de 1983 à 1993, après quoi la formation subit une baisse de ses ventes. Durant sa carrière, le groupe a connu plusieurs hits mondiaux, dont les plus emblématiques restent sans doute Shout, Everybody Wants to Rule the World et Sowing the Seeds of Love, sans oublier leur premier succès, Mad World.

## Biographie
Groupe formé en 1981 à Bath (Angleterre) par Roland Orzabal et Curt Smith (tous deux nés en 1961), considéré à tort durant ses premières années d'existence comme un duo alors que les deux compères qui se connaissent depuis l'adolescence se sont adjoint rapidement les services de deux autres membres actifs, à savoir Ian Stanley aux claviers et Manny Elias à la batterie. Mais si l'on tient tout de même à cette notion de duo, on peut dire que durant les années 1984–1986, la vraie « paire créative » était plutôt constituée par Orzabal/Stanley. D'ailleurs, ce dernier multipliera ses activités en parallèle de Tears for Fears ainsi qu'après son départ, en produisant des artistes d'envergure internationale tels que Lloyd Cole and the Commotions, Tori Amos, The Human League ou encore a-ha et The Pretenders.

### Origines (1979–1981)
Aux origines, avant de connaître le succès à grande échelle avec Tears for Fears, Orzabal et Smith avaient intégré à la fin des années 1970 (alors qu'ils n'avaient pas encore dix-huit ans) un groupe assimilé au mouvement ska, Graduate, en référence au film Le Lauréat (The Graduate en version originale) dont le groupe jouait souvent sur scène l'une des chansons phares de la bande originale, Mrs. Robinson composée par Simon et Garfunkel.
Ce groupe — signé par le célèbre label britannique Pye Records — produisit un album, Acting My Age, et notamment un single Elvis Should Play Ska (en rapport avec Elvis Costello) qui manqua de peu le Top 100 en Angleterre (no 106), mais fonctionna mieux en Espagne,, aux Pays-Bas ou encore en Allemagne ; donnant alors déjà à Roland — chanteur principal de la formation — et à Curt l'occasion de tourner dans plusieurs pays et de passer dans divers programmes de télévision, ce qui les fit accéder à une certaine notoriété.
Mais à la suite de divergences d'opinion, les deux amis quittèrent ce groupe, rejoignant très brièvement une autre formation appelée Neon, où jouaient les membres du futur Naked Eyes ainsi que Manny Elias et Neil Taylor (guitariste qui se joindra plus tard à Tears for Fears, de façon récurrente, contribuant notamment au titre et succès Everybody Wants to Rule the World). Cependant, ils délaissèrent rapidement ce groupe, formant peu après History of Headache, finalement renommé Tears for Fears en 1981.

Ce nom (que l'on peut traduire en français, en conservant la rime, par des Pleurs pour des Peurs) fait écho au psychothérapeute Arthur Janov et à sa théorie du cri primal. Celle-ci, dont John Lennon devint un adepte, se donne pour but de soigner les troubles psychologiques du patient et de l'en libérer en remontant à la source de son malaise, qui selon cette théorie discutée, pourrait être parfois représentée symboliquement par sa naissance (bien qu'un nouveau-né ne puisse physiologiquement en garder aucun souvenir). Orzabal et Smith ont grandi dans des familles monoparentales, élevés par des mères qui devaient assumer seules un foyer, le thème du lien à la mère revient d'ailleurs de façon récurrente dans de nombreux titres du groupe.

### Débuts prometteurs (1982–1983)
Après les premiers singles Suffer the Children (fin 1981) et Pale Shelter (début 1982) qui passent inaperçus auprès du grand public, Tears for Fears connaît un énorme succès au Royaume-Uni avec le titre Mad World à l'automne 1982 (no 3, durant trois semaines consécutives), extrait de leur premier album à venir.
Au mois de mars 1983 sort ce premier album, The Hurting (la blessure), produit par Chris Hughes (ex-batteur du groupe Adam and the Ants) et Ross Cullum. Cet album, où dominent les synthétiseurs mais aussi des instruments plus communs comme la guitare, la batterie, le piano et le saxophone, est entièrement composé par Orzabal et évoque largement les souffrances de l'enfance, la recherche de soi et le désir de changement, sur fond des théories d'Arthur Janov ; en ce sens, ce disque peut être considéré comme un album-concept[pas clair]. C'est un immense succès au Royaume-Uni (no 1) — où il reste d'ailleurs classé dans les hit-parades durant soixante-cinq semaines au total entre 1983 et 1985 — et un peu partout dans le monde, comme en Allemagne, en Australie, en Irlande, au Canada, en Nouvelle-Zélande, en Pologne ou encore en Afrique du Sud grâce notamment à deux autres tubes internationaux, Change et une nouvelle version de Pale Shelter, tous deux classés au Top 5 au Royaume-Uni ; profitant en outre de vidéo-clips plutôt réussis à l'atmosphère parfois étrange. Une partie de la curiosité suscitée par le groupe s'explique aussi par le détonnant contraste offert d'un côté, par l'exubérant et énergique Roland Orzabal et, de l'autre, Curt Smith et son approche plus posée.

### La consécration (1984–1988)
Après ces débuts très prometteurs, le groupe se perd un peu et il faut attendre fin 1984 pour voir Tears for Fears renouer avec le succès à grande échelle, avec la sortie de l'un des plus grands hits des années 1980, Shout. Cette chanson, mélange de son électro et de guitare rock, composée par Orzabal aidé de Stanley, accroche rapidement le sommet des charts internationaux et devient ainsi no 1 en Allemagne, en Australie, en Belgique, au Canada, aux Pays-Bas, en Suisse, etc. mais aussi aux États-Unis. Shout, dont la durée standard est de plus de six minutes, se classe d'ailleurs au Top 10 dans vingt-cinq pays, tout au long de l'année 1985,.
En février de la même année sort le deuxième album, Songs from the Big Chair, produit par Chris Hughes et David Bascombe, qui remporte d'emblée un énorme succès en se classant no 1 un peu partout sur la planète (dont les États-Unis un peu plus tard dans l'année, durant cinq semaines consécutives).
Le titre de cet album est inspiré du téléfilm américain Sybil, diffusé à la fin des années 1970 et qui a pour sujet le parcours d'une jeune femme souffrant de multiples personnalités, qui ne se sent en sécurité qu'auprès de son psychanalyste, sur ce qu'elle appelle « la grande chaise » (the big chair) c'est-à-dire le fameux divan, l'un des symboles typiques de la psychanalyse.
Ce succès est renforcé par la parution au printemps 1985 d'un autre 45 tours et nouveau tube mondial extrait de cet album, le très pop Everybody Wants to Rule the World. Celui-ci décroche rapidement la 1re place du podium aux États-Unis, alors friands de groupes new wave comme Duran Duran (ainsi que dans plusieurs autres pays dont le Canada et la Nouvelle-Zélande), et permet au disque dont il est issu de se vendre sur les terres américaines à plus de cinq millions d'exemplaires, au fil des années qui suivent.
Les clips vidéos des chansons tirées de l'album sont alors diffusés en boucle sur la récente chaîne musicale MTV, faisant à ce moment-là de Tears for Fears (et de Roland et Curt, alors âgés d'à peine vingt-trois ans) un vrai phénomène. Songs from the Big Chair est l'un des premiers albums à profiter du format Compact Disc (avec le Brothers in arms de Dire Straits, et les albums de The Alan Parsons Project). Avec cette consécration, les années 1985–1986 sont en conséquence marquées par des tournées internationales incessantes, dont un concert au célèbre Festival de jazz de Montreux, en 1985.
Plus tard dans l'année parait une vidéo, à la fois documentaire et compilation de clips, intitulée Scenes from the Big Chair ; alors que durant l'été 1985, les deux premiers singles de Tears for Fears sont réédités au Royaume-Uni, atteignant cette fois-ci le Top 75.
Au printemps 1986, Tears for Fears soutient l'association Sport Aid (dérivée de Live Aid) avec un 45 tours, Everybody Wants to Run the World, qui est en fait une réécriture de leur chanson mythique Everybody Wants to Rule the World (cette dernière remporte d'ailleurs début 1986, le titre de « meilleur single '85 » aux Brit Awards). Ce « nouveau » morceau décroche la 5e place dans le Top 40 britannique, et la 4e en Irlande ; alors qu'à la même époque est publiée aux États-Unis une version remixée de Mothers Talk (paru initialement en 1984) qui y atteint le Top 30. 

Mais c'est aussi à la fin de cette période fructueuse que Manny Elias quitte TFF et devient un musicien de studio apprécié, collaborant notamment avec les artistes Peter Gabriel ou Julian Lennon.
Les mois qui suivent sont marqués par l'entrée en studio du groupe afin de préparer son troisième album, une préparation qui prendra plus de temps que prévu. Les apparitions publiques de Tears for Fears se font alors plus rares ; on peut noter tout de même la participation du groupe, par le biais de Curt Smith (Orzabal était absent à ce moment-là) au Mandela Day de 1988, concert regroupant de nombreux artistes (Dire Straits, Eurythmics, Simple Minds, Sting, etc.) donné à l'occasion des soixante-dix ans de Nelson Mandela et afin d'en demander la libération. Smith interprète à cette occasion sur scène le tube emblématique Everybody Wants to Rule the World accompagné de musiciens de renom tels que Phil Collins à la batterie ou encore Midge Ure à la guitare.
L'épisode du Live Aid

En juillet 1985, Tears for Fears était prévu pour jouer au John F. Kennedy Stadium de Philadelphie, dans le cadre du Live Aid, concert historique à but caritatif organisé notamment par Bob Geldof. Cependant, le matin même, il fut annoncé que le groupe serait finalement absent. La raison officielle de cette absence fut que deux des musiciens additionnels, le guitariste Andrew Saunders et le saxophoniste Will Gregory, ne pouvaient assumer le concert en raison de l'expiration de leurs contrats, très peu de temps avant (ils seront plus tard remplacés par Alan Griffiths à la guitare et Josephine Wells au saxophone pour le reste de la tournée mondiale du groupe). Pour pallier cette absence, Tears for Fears fit don de sommes récoltées lors de leurs concerts de Tokyo, Sydney, Londres et New York. Le groupe publia également, quelques mois plus tard, le single caritatif Everybody Wants to Run the World, en raison aussi du fait que Bob Geldof avait été quelque peu déçu et fâché que Tears for Fears soit absent du Live Aid.

### Nouvelle orientation musicale (1989–1991)
Après ces années de succès, il faut attendre 1989 pour voir apparaître un nouvel album de Tears for Fears, The Seeds of Love, pour lequel le groupe sollicite à nouveau le producteur David Bascombe (qui avait signé en partie la réalisation de Songs from the Big Chair). Ce nouveau disque est résolument orienté vers des musiques moins marquées par l'électro-pop des débuts et fait la part belle aux ambiances « jazzy » et « bluesy », avec notamment la participation sur certains titres — dont le célèbre Woman in Chains (classé au Top 30 au Canada — avec notamment un grand succès au Québec — en France, en Italie, aux Pays-Bas, en Pologne, au Royaume-Uni, etc.) — d'une chanteuse soul, Oleta Adams, rencontrée aux États-Unis durant les tournées de 1985/1986 ; et dont Orzabal produira d'ailleurs le troisième album Circle of one sorti en 1990.
The Seeds of Love (où l'on retrouve aussi Phil Collins et Manu Katché en tant que batteurs, et pour la dernière fois sur un album du groupe, Ian Stanley) est précédé du single très « beatlesque », Sowing the Seeds of Love, qui occupe le haut des classements mondiaux durant plusieurs semaines : no 1 au Canada, no 2 aux États-Unis et en Italie, no 3 aux Pays-Bas, no 4 en Irlande et en Nouvelle-Zélande, no 5 au Royaume-Uni, no 6 en Pologne, no 8 en Suède et en Espagne, etc. ; réitérant ainsi quelque peu le succès de Shout. Et si les 45 tours suivants n'obtiennent pas le succès international escompté, l'album est tout de même une belle réussite commerciale, se vendant à plusieurs millions d'exemplaires, et se classant au Top 10 dans de nombreux pays dont les États-Unis où ce disque atteint la 8e place au Billboard 200, cela durant trois semaines consécutives. 

À l'automne 1990, la vidéo accompagnant Sowing the Seeds of Love remporte deux prix lors des MTV Video Music Awards : « Best Breakthrough Video » et « Best Special Effects » ; elle est également nommée dans deux autres catégories.
Cependant des tensions apparaissent entre Orzabal et Smith, Orzabal reprochant à Smith de n'avoir contribué que de loin, (ce qui n'est pas totalement faux) à « l’œuvre Tears for Fears ». Cela aboutit au départ officiel de Smith en 1991 qui se lance alors dans une carrière solo, sans grand écho.
Au début de cette même année, TFF édite une version remixée par Fluke de la face B du single Advice for the Young at Heart, intitulée Johnny Panic and the Bible of Dreams. Ce single parait sous ce nom (et non sous celui de Tears for Fears) et remporte un certain succès dans les classements, se classant à la 1re place du UK Dance Chart et à la 70e place du UK Singles Chart.

### Changement de cap et projets annexes (1992–2003)
Orzabal reste donc seul aux commandes et un nouveau membre, du nom d'Alan Griffiths, se joint à lui pour collaborer à la composition, à l'instrumentation et à la réalisation. En fait, Griffiths avait déjà accompagné le groupe lors de sa tournée mondiale en 1985–1986.
Tears for Fears publie alors en 1992 une compilation (avec son tube Laid So Low (Tears Roll Down)), suivie de deux albums, Elemental en 1993 — qui contient le dernier hit en date, au niveau international, de Tears for Fears : Break It Down Again (classé au Top 25 en France, au Canada, aux États-Unis, en Italie, aux Pays-Bas, au Royaume-Uni, etc.) — et Raoul and the Kings of Spain en 1995, qui ne rencontrent pas le même succès (surtout pour le dernier cité) que leurs mythiques prédécesseurs ; signant alors la fin du phénomène Tears for Fears.
L'année suivante, une compilation de raretés et de faces B, Saturnine Martial and Lunatic, est éditée, sur laquelle on retrouve deux reprises, la première de Robert Wyatt Sea Song et l'autre Ashes to Ashes de David Bowie, magistralement interprétées par Orzabal ; ne suivent que la réédition remasterisée des premiers albums et la parution de quelques compilations plus ou moins officielles.
En 1999, Roland Orzabal produit le premier album international, Love in the Time of Science, d'une artiste islandaise — d'origine italienne — jusque-là cantonnée dans son pays natal, Emilíana Torrini ; et en 2001 édite l'album Tomcats Screaming Outside — salué par la critique — sous son propre nom.
Puis en 2001, deux artistes américains, Gary Jules et Michael Andrews, reprennent le tube Mad World dans une version qui est utilisée dans le film Donnie Darko, avec d'ailleurs une autre chanson de Tears for Fears, Head over Heels (sortie initialement en 1985, et classée à l'époque no 3 aux États-Unis, no 5 en Irlande, no 8 au Canada et no 12 en Grande-Bretagne). Cette reprise éditée en tant que single au Royaume-Uni y atteint la 1re place des charts durant trois semaines consécutives, fin 2003, début 2004 ; et vaut indirectement à TFF son premier no 1 sur ses propres terres, ce qui n'était jamais arrivé (meilleure place, no 2 pour Everybody Wants to Rule the World en 1985).
Ce titre avait également été repris  - dans une version finalement pas si éloignée de celle parue dix ans plus tard - par le chanteur Nicola Sirkis (du groupe français Indochine) sur son album solo Dans la lune..., publié en 1992.

### Les retrouvailles (2004-2014)
En 2004, sont annoncées les retrouvailles d'Orzabal et Smith. Cela se concrétise par la parution, quelques mois plus tard, d'un nouvel album très inspiré intitulé Everybody Loves a Happy Ending (classé no 45 au Royaume-Uni et no 46 aux États-Unis), suite musicale logique du The Seeds of Love de 1989 (leur dernier album ensemble) avec des titres très pop comme Closest Thing To Heaven (classé dans le Top 40 britannique) ou Call Me Mellow. Ce disque marque une contribution plus importante de Curt Smith à l'écriture que par le passé. Une tournée mondiale suit en 2005, celle-ci passe par la France le 18 juin de cette année-là où le groupe (avec quatre autres artistes) donne un concert au parc des Princes à Paris dans le cadre d'un festival organisé par une radio — Europe 2 — devant plusieurs dizaines de milliers de personnes. Ce spectacle télédiffusé donne lieu à la parution début 2006 d'un album live (agrémenté de trois titres « studio » inédits) intitulé Secret World (CD et DVD) édité par la maison de disques française du groupe et principalement distribué, dans un premier temps, dans ce pays ainsi qu'en Belgique et en Suisse.
Plus tard, le groupe joue — parmi d'autres artistes — dans le cadre des Nights of the Proms en Belgique et aux Pays-Bas durant lesquelles il interprète quelques-uns de ses succès accompagné d'un orchestre philharmonique ; le même événement se reproduit au printemps 2007 en France, où l'on peut voir Roland Orzabal interpréter par exemple Woman in Chains en duo avec Lara Fabian, à Toulon. Durant les années suivantes, Orzabal et Smith assurent plusieurs tournées à travers le monde (Amérique, Europe, Asie).
À la fin de la décennie, le groupe australien Real Life a repris Shout dans son album '80s Synth Essentials.
En avril 2010, Tears for Fears soutient un autre célèbre groupe pop/new wave des années 1980, Spandau Ballet (alors récemment reformé), sur sa tournée de sept dates en Australie et en Nouvelle-Zélande ; avant d'être la tête d'affiche d'une tournée de quatre dates en Asie du Sud-Est (Philippines, Singapour, Hong Kong et Taïwan), et de dix-sept dates aux États-Unis.
En juin 2010, les artistes anglais Dizzee Rascal et James Corden ont édité à l'occasion de la Coupe du monde de football de 2010, le single Shout, sous le nom collectif de Shout for England. Cet hymne non officiel de la Coupe du Monde majoritairement basé sur des samples de la chanson Shout de Tears for Fears (et qui en reprend d'ailleurs le titre tel quel) s'est classé dès sa sortie no 1 au Royaume-Uni, durant deux semaines consécutives ; et représente pour Tears for Fears son deuxième no 1 indirect dans son pays d'origine, après la reprise de Mad World, en 2003.
En 2011, le groupe fait une tournée en Amérique du Sud (Chili, Pérou, Mexique, etc.) avec notamment une escale importante en Argentine, pays où Orzabal a des ancêtres, ce qu'il ne manque pas de préciser lors des concerts… La même année, Susan Boyle reprend Mad World dans son album Someone To Watch over Me.
En 2012, Bernhoft reprend Shout dans son album Solidarity Breaks. Le titre est remixé par C2C pour l'EP de Bernhoft Shout, sorti le 18 mai 2012.
TFF annonce au printemps 2013 qu'un nouvel album est en préparation, avec une sortie initialement prévue en 2015. Dans l'attente, le groupe propose, sur son site officiel, une reprise d'un tube d'Arcade Fire Ready To Start, remerciant dans le même temps les artistes qui par le passé ont repris certains de ses titres. Roland et Curt remercient également les fans qui les suivent depuis notamment la sortie de leur premier album, trente ans auparavant. Une édition spéciale de celui-ci (The Hurting) paraît d'ailleurs en octobre 2013 pour célébrer cet anniversaire.
Toujours en 2013, la chanteuse française Mylène Farmer invite Gary Jules sur sa tournée Timeless 2013 afin de reprendre ensemble Mad World. Plus récemment, Everybody Wants To Rule The World a été reprise par Lorde pour la bande originale du jeu Assassin's Creed Unity.
À la fin de 2014, l'album Songs from the Big Chair ressort à son tour dans une édition super deluxe comprenant albums, remixes, faces-B, dans l'optique de célébrer le 30e anniversaire de la parution de ce disque (qui remonte au tout début de 1985).
Dans ce contexte, le groupe continue de tourner — notamment dans le cadre de festivals — particulièrement aux États-Unis où il bénéficie toujours d'une vraie popularité.

### Tournées, rééditions et compilation (2015-2020)
En juillet 2016, plusieurs concerts de Tears for Fears sont programmés au Royaume-Uni, ce qui n'était pas arrivé depuis plus de dix ans, le groupe annonçant dans le même temps que son nouvel album studio devrait être publié au moment de la tenue de ces divers concerts estivaux. Cependant, cette sortie est reportée à une date ultérieure durant 2017. Cette même année, une tournée a lieu au Canada et aux États-Unis, le groupe partageant la tête d'affiche dans certaines villes avec Hall & Oates.
Finalement, c'est la sortie d'une compilation qui est annoncée pour l'automne 2017, regroupant les principaux succès du groupe et comportant deux titres inédits. À cette même époque, Tears for Fears joue devant plusieurs dizaines de milliers de personnes dans le cadre du festival brésilien Rock in Rio.
En 2019, et toujours en écho à la sortie de cette compilation, TFF continue de tourner avec notamment un passage à Paris au mois de février ou encore un concert en juillet dans le cadre des arènes de Nîmes (avec UB 40 en première partie), et plusieurs concerts prévus au Royaume-Uni durant l'été.
En février 2020, et tout juste trente cinq ans après sa parution, Songs from the Big Chair est le sujet d'un épisode de l'émission télévisée de la BBC Classic Albums, comprenant de nouvelles entrevues avec le groupe ainsi que les personnes ayant joué un rôle clef dans la création de ce disque et de son succès consécutif. Et afin de coïncider avec ce 35e anniversaire, son édition « deluxe » (qui date de 2014) est rééditée par Universal Music, accompagnée d'une inédite version picture-disc, et se classe à nouveau dans les charts britanniques.
Fin 2020, c'est l'album The Seeds of Love qui bénéficie à son tour, à l'instar de ses prédécesseurs et afin de célébrer la trentaine d'années écoulée depuis sa parution, d'une réédition remasterisée accompagnée de nombreuses faces-B, raretés, inédits, répartis sur plusieurs disques compacts dans son format physique ; cette réédition atteint le Top 20 au Royaume-Uni.
En novembre de la même année, l'album Everybody Loves a Happy Ending est mis à disposition pour la première fois sur divers services musicaux de lecture en continu après qu'Orzabal et Smith aient trouvé un accord pour sa diffusion dans ce format.

### Les quarante ans et nouvel album studio (2021-2023)
En juin 2021, Tears for Fears publie un double album Live at Massey Hall dans le cadre du Record Store Day.
Au mois de septembre suivant, le groupe se voit honoré d'un prix lors des Ivor Novello Awards saluant ses quarante ans d'existence et sa production discographique ; à cette occasion, R. Orzabal et C. Smith évoquent la sortie imminente d'un nouvel album studio.
Au mois d'octobre, TFF révèle ainsi son nouveau single (qui porte le même nom que l'album à venir), intitulé The Tipping Point, accompagné d'une vidéo puis fin 2021 et début 2022, paraissent deux autres titres, No Small Thing et Break The Man, qui précèdent la publication de ce nouvel album, le 25 février 2022. 

Celui-ci reçoit des critiques largement positives et rencontre un vrai succès commercial (comme le groupe n'en avait pas connu depuis longtemps), entrant directement à la 2e place au Royaume-Uni et atteignant également le Top 10 dans de nombreux autres pays, se classant notamment n°1 en Écosse ; aux États-Unis, cet album entre à la 8e place et y atteint le n°1 dans les classements spécifiques "Top Alternative Albums", "Top Rock Albums" et "Top Album Sales". Une tournée internationale accompagnant la sortie de ce disque est annoncée.
Alors que celle-ci se déroule, une vidéo est publiée en juin 2022 pour illustrer la chanson My Demons (quatrième single issu de The Tipping Point), et le titre Everybody Wants To Rule The World retourne dans le UK Singles Chart et entre dans le Billboard Global 200.
Au printemps 2023, le groupe annonce la seconde partie de son "Tipping Point Tour" ; et au même moment Everybody Wants To Rule The World rentre à nouveau dans le UK Singles Chart.

### Album live et nouveaux singles (2024-2025)
En septembre 2024, Tears for Fears annonce la parution de l'album Songs for a Nervous Planet, comportant dix-huit titres live, enregistrés en juillet 2023 dans la ville américaine de Franklin (Tennessee) durant le "Tipping Point Tour" ; il contient également quatre titres inédits (ou cinq dans quelques éditions limitées) dont le premier single extrait The Girl That I Call Home,. Un film accompagnant cette sortie est aussi prévu ; intitulé Tears for Fears live (A Tipping point film), il est projeté dans diverses salles de cinéma autour du monde.

Dans le même temps, TFF propose en octobre 2024 plusieurs concerts à Las Vegas afin de célébrer ses nouvelles parutions.

A sa sortie, Songs for a Nervous Planet se classe dans le Top 10 au Royaume-Uni et le Top 40 dans plusieurs autres pays.

## Membres

### Membres originels
- Roland Orzabal - chant, chœurs, guitare, claviers, composition (depuis 1981)
- Curt Smith - chant, chœurs, basse, claviers, composition (1981-1991, depuis 2000)
- Ian Stanley - claviers (1982-1987)
- Manny Elias - batterie (1982-1986)

### Musiciens invités
- Mel Collins - saxophone (1983-1985)
- William Gregory - saxophone (1985-1990)
- Neil Taylor - guitare (1983-1990)
- Andy Davis - claviers (1983-1990)
- Oleta Adams - claviers, piano, chant, chœurs sur l'album The Seeds of Love et sa tournée promotionnelle (1989-1990) ; invitée au chant sur une chanson Me and My Big Ideas (sur l'album Raoul and the Kings of Spain, en 1994-1995)
- Nicky Holland - composition, claviers (1984-1990)
- Alan Griffiths - composition, guitares, claviers (1985–1986, 1992-2000)
- Pino Palladino - basse (sur l'album The Seeds of Love)
- Simon Phillips - batterie (sur l'album The Seeds of Love)
- Manu Katché - batterie (sur la première partie de Woman in Chains, Bad Man's Song et Standing on The Corner of The Third World de l'album The Seeds of Love)
- Phil Collins - batterie (sur la seconde moitié de Woman in Chains de l'album The Seeds of Love)
- Gail Ann Dorsey - basse (1993-1996)

## Discographie

### Albums studio
- 1983 : The Hurting (Fontana)
- 1985 : Songs from the Big Chair (Mercury)
- 1989 : The Seeds of Love (Fontana)
- 1993 : Elemental (Mercury)
- 1995 : Raoul and the Kings of Spain (Epic)
- 2004 : Everybody Loves a Happy Ending (New Door)
- 2022 : The Tipping Point (Concord Records)
- 2024 : Songs For A Nervous Planet